# Котон
Котон (на гръцки: κώθων, „купа“) е изкуствено изградено и защитено с крепостни стени вътрешното пристанище във финикийските градове и колонии.  Най-известният котон е пристанището на Картаген. Тесен канал го свързва с морето, който е и яко укрепено и охранявано възлово място.
Известни котони са тези в Мотия (Сицилия) от 6 век преди Христа, Махдия (Тунис) от 7 век преди Христа (с размери 72 m х 56 m) и това в Китион в Кипър.